# Il gabbiano (film 1972)
Il gabbiano (Чайка) è un film del 1972 diretto da Julij Jur'evič Karasik.

## Distribuzione
Fu distribuito in anteprima in Finlandia il 7 gennaio 1972 e uscì in Unione Sovietica il 14 febbraio successivo. In Italia fu proiettato in anteprima il 31 ottobre 1973 alla manifestazione Le giornate della cultura sovietica; ebbe una limitatissima distribuzione cinematografica e uno scarso successo di pubblico.